# Ana Merino
Ana Merino Norverto (Madrid, 1971) es una novelista, poeta, dramaturga y teórica española de la historieta, ganadora del premio Nadal de novela en 2020 por su obra El mapa de los afectos. Pertenece a la generación poética del 2000.

## Biografía
Hija del escritor y académico José María Merino, se licenció en Historia Moderna y Contemporánea por la Universidad Autónoma de Madrid, realizando una maestría en Columbus, Ohio y el doctorado en la Universidad de Pittsburgh, donde escribió una tesis sobre el cómic en el mundo Iberoamericano. Es catedrática y fundadora del MFA de escritura en español en la Universidad de Iowa, el cual dirigió en su primera etapa de 2011 a 2018. Colabora como columnista en El País.

## Obra

### Poesía
- Preparativos para un viaje, Madrid, Rialp, 1995; 2.ª edición: Reino de Cordelia, 2013 (ganadora del XLVIII Premio Adonáis)
- Los días gemelos, Madrid, Visor, 1997
- La voz de los relojes, Madrid, Visor, 2000
- Juegos de niños, Madrid, Visor, 2003 (Premio Fray Luis de León)
- Compañera de celda, Madrid, Visor, 2006. Cell Mate (traducido al inglés por Elizabeth Polli), Harbor Mountain Press, 2007.
- Curación, Madrid, Visor, 2010 (accésit Premio Jaime Gil de Biedma)
- Hagamos caso al tigre, Madrid, Anaya: Sopa de libros, 2010. Ilustraciones de Francesc Capdevila, alias Max
- El viaje del vikingo soñador, Madrid, Santillana, 2015. Ilustraciones de Francesc Capdevila, alias Max
- Los buenos propósitos, Madrid, Visor, 2015
- Salvamento de hormigas, Madrid, Visor, 2022
- Los pasos de la cordura. Antología (1994-2023), Madrid, Reino de Cordelia, 2023.

### Teatro
- Salvemos al elefante (2017), Santillana.
- La redención (2016), Reino de Cordelia.
- Las decepciones (2014) colección[dis]locados;Literal Publishing/Conaculta.
- Amor: muy frágil, Reino de Cordelia (2013).

### Narrativa
Planeta Lasvi. Siruela, 2024.
- Amigo.Ediciones Destino, 2022.

- El mapa de los afectos. (Premio Nadal 2020) Ediciones Destino.[5]

- El hombre de los dos corazones, Madrid, Anaya, 2009.

### Álbum Ilustrado
- Martina y los piojos, León, Rimpego, 2017. Ilustraciones de Axier Uzkudun,

### Ensayo
- Diez ensayos para pensar el cómic, eolas ediciones/Universidad de León, 2017.
- El cómic hispánico, Madrid, Cátedra, 2003.

### Monografías
- Chris Ware (La secuencia circular), Madrid, Ediciones Sinsentido (col. Sin palabras, núm.8), 2005.
- Fantagraphis creadores del canon, Gijón, Semana Negra (Fundación Municipal de Cultura y Educación Ayuntamiento de Gijón), 2003,

## Premios y reconocimientos
- 2020 Premio Nadal
- 2003 Premio Fray Luis de León de poesía
- 1994 Premio Adonáis de Poesía.[5]